# 埃特雷峰
44°53′22″N 6°14′41″E / 44.88944°N 6.24472°E
埃特雷峰（法語：Tête de l'Étret），是法國的山峰，位於該國東南部，由上阿爾卑斯省負責管轄，屬於多芬阿爾卑斯山脈中埃克蘭山的一部分，海拔高度3,559米，每年平均降雨量1,410毫米。